# ハシナガチョウザメ
ハシナガチョウザメ（Psephurus gladius、簡体字: 白鲟; 繁体字: 白鱘; 拼音: báixún）は、軟質亜綱チョウザメ目ヘラチョウザメ科に分類されるチョウザメの一種である。絶滅種。完新世まで生存したヘラチョウザメ科魚類は本種とヘラチョウザメの2種のみである。最大体重300キログラム (kg)、最大全長3メートル (m) を超える世界最大級の淡水魚だった。中国の長江と黄河流域に生息しており、河口に近い沿岸域でも見られた。遡河回遊性で、繁殖のため河を遡上していた。乱獲や、葛洲ダムや三峡ダムなどのダム建設により繁殖のための回遊が阻害されたことが原因で個体数を減らしており、国際自然保護連合 (IUCN) は近絶滅種に分類していた。2019年の論文により絶滅が確定的であると判断され、2022年に絶滅が宣言された。

## 形態

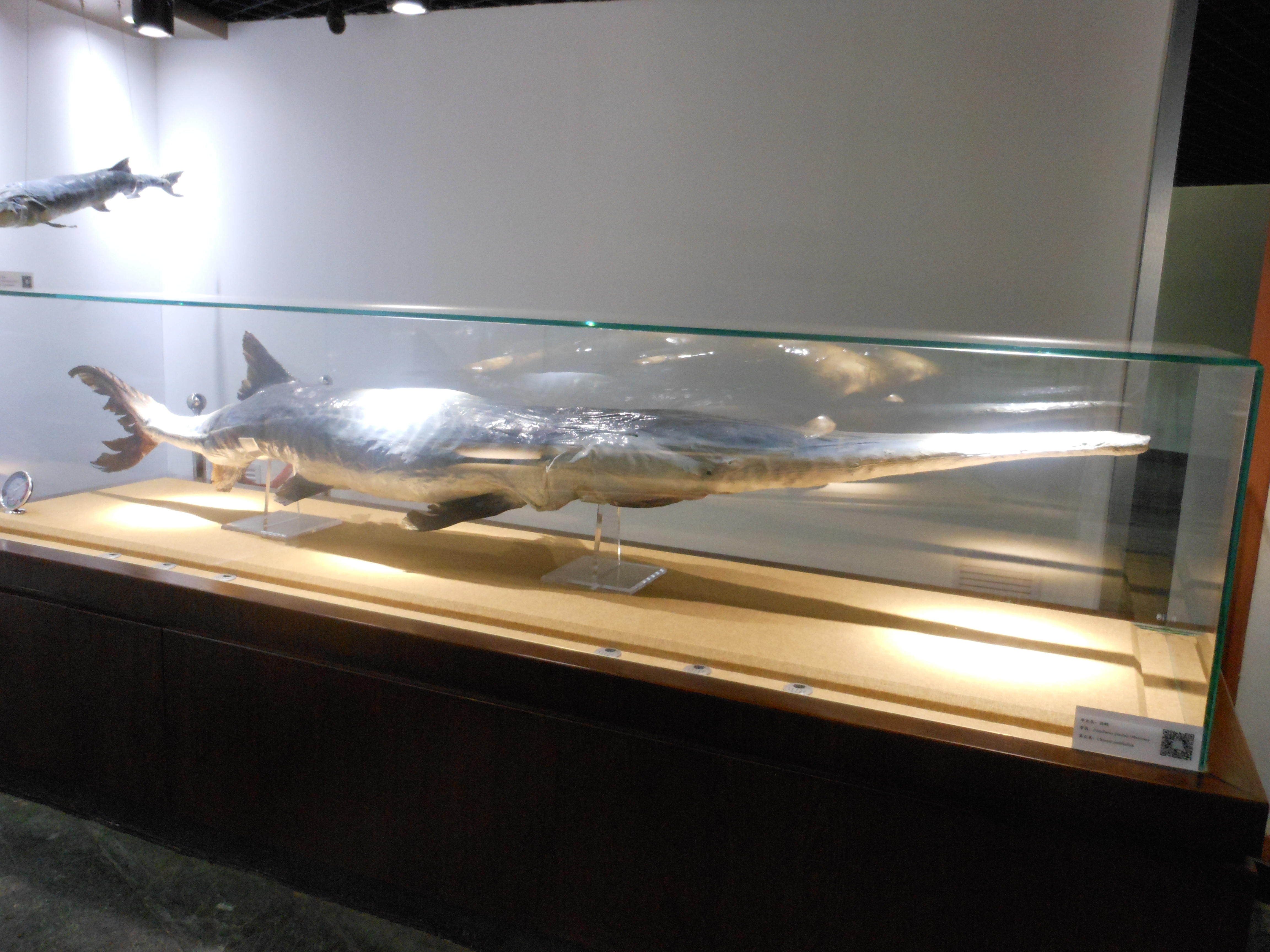
武漢水生生物研究所の展示

背面と頭部は灰色で、腹面は白い。背鰭と尻鰭は体のかなり後方に位置する。吻は櫂形で細く尖り、全長の1/4から1/3に達する。眼は丸く小さい。尾鰭は異尾（尾鰭の上葉まで脊椎が伸びる）で、下葉はよく発達する。頭骨はヘラチョウザメと比べて細長く、吻を支える網状の骨の数はヘラチョウザメより少ない。他のヘラチョウザメ類には吻の骨表面に溝状構造が見られるが、本種には存在しない。歯は小さい。成長に伴って顎に対する歯の大きさは相対的に縮小した。ヘラチョウザメと比べて顎は短く、開く幅も狭い。上顎の構造はヘラチョウザメを除くヘラチョウザメ科の化石種と類似しており、神経頭蓋との結合が弱い。骨格は他のチョウザメ類と同様、主に軟骨から構成されている。尾柄と尾鰭の小さな鱗を除けば体表に鱗はない。
幼魚は最初の冬には体重1 - 1.5 kgに達し、1年後には全長1 m、体重3.3 kgまで成長した。これ以降は全長に対する体重の増加率が急激に増し、全長1.5 mの時点で12.5 kgに達した。体重およそ25 kgの時点で性成熟していた。最大全長はよくTL Ping (1931)の値を引用し7 mと言われるが、Grande and Bemis (1991)は正確に測定された個体で3 mを超える記録はないとしている。中国の動物学者Bing Zhiは1950年代に南京市の漁師が捕獲した個体を全長7 m、体重907 kgと記録しているが、この記録は確証されていない。FishBaseは最大体重の推定値を控えめに300 kgとしている。

## 分類

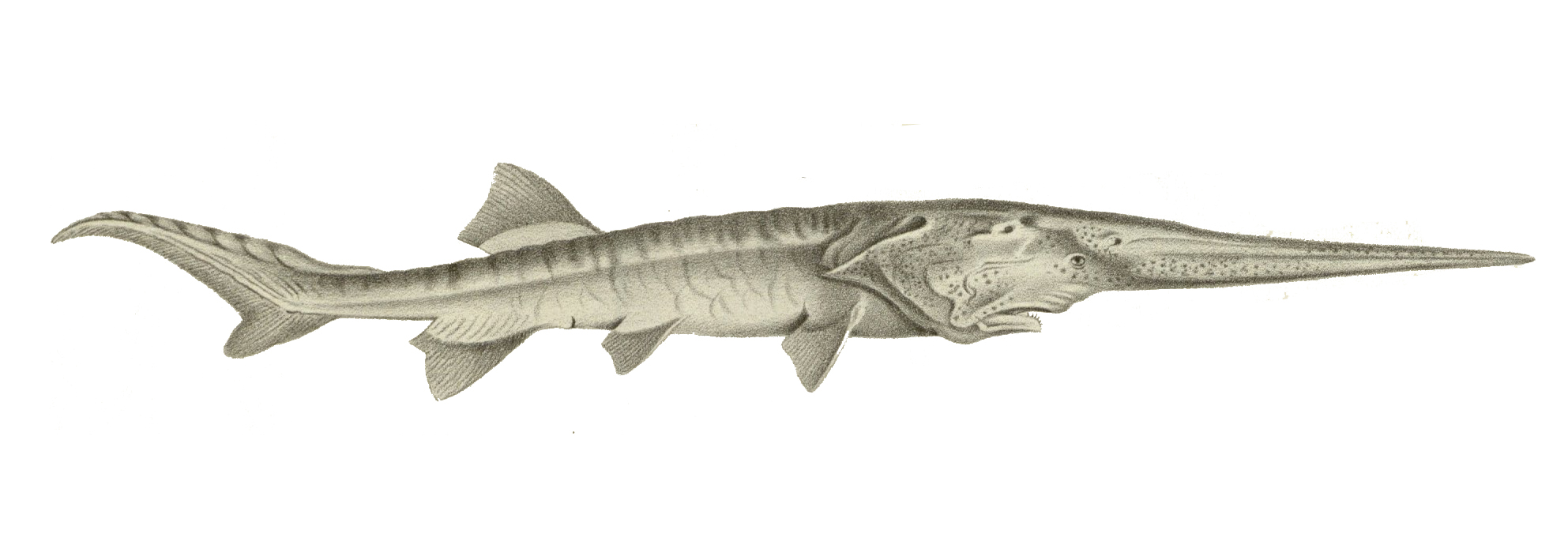
1868年に描かれたスケッチ

1862年にエドゥアルト・フォン・マルテンスによりヘラチョウザメ属 (Polyodon) の一種として記載され、1873年にアルベルト・ギュンターにより本種のみを含む単型属 Psephurus に移された。1862年にJohann Jakob Kaupは本種に Spatularia angustifolium という学名を与えているが、これは新参異名とみなされる。
また、現代の日本語でマグロを指す「鮪」やエイを指す「鱏」という漢字は、唐代の中国では本種を指していたと考えられている。
ヘラチョウザメ科はチョウザメ科と並び、現生種を含むチョウザメ目の2科のうちの一つである。チョウザメ目最古の化石は1億9,000万年以上前の前期ジュラ紀に遡る。ヘラチョウザメ科最古の化石は中国の前期白亜紀の地層から得られたProtopsephurus で、年代はおよそ1億2,000万年前と推定されている。ヘラチョウザメ属 (Polyodon) の最古の化石は暁新世初頭の約6,500万年前のものである。ヘラチョウザメと本種の分岐年代に関するいくつかの研究があるが、6,800万年前、7,200万年前、1億年前と、分子時計を用いた推定ではどれも中期から前期白亜紀の範囲となっている。
以下はGrande et al. (2002)によるヘラチョウザメ科の化石種と現生種の系統関係である。
|  | †Protopsephurus |
|  |                 |

|  | †Paleopsephurus |
|  |                 |

|  | †ハシナガチョウザメ                                              |
|  |                                                                  |
|  | \| \| †Crossopholis \| \| \| \| \| \| ヘラチョウザメ \| \| \| \| |
|  |                                                                  |
|  | †Crossopholis                                                    |
|  |                                                                  |
|  | ヘラチョウザメ                                                   |
|  |                                                                  |

|  | †Crossopholis  |
|  |                |
|  | ヘラチョウザメ |
|  |                |

|  | †Paleopsephurus |
|  |                 |

|  | †ハシナガチョウザメ                                              |
|  |                                                                  |
|  | \| \| †Crossopholis \| \| \| \| \| \| ヘラチョウザメ \| \| \| \| |
|  |                                                                  |
|  | †Crossopholis                                                    |
|  |                                                                  |
|  | ヘラチョウザメ                                                   |
|  |                                                                  |

|  | †Crossopholis  |
|  |                |
|  | ヘラチョウザメ |
|  |                |

|  | †Protopsephurus |
|  |                 |

|  | †Paleopsephurus |
|  |                 |

|  | †ハシナガチョウザメ                                              |
|  |                                                                  |
|  | \| \| †Crossopholis \| \| \| \| \| \| ヘラチョウザメ \| \| \| \| |
|  |                                                                  |
|  | †Crossopholis                                                    |
|  |                                                                  |
|  | ヘラチョウザメ                                                   |
|  |                                                                  |

|  | †Crossopholis  |
|  |                |
|  | ヘラチョウザメ |
|  |                |

|  | †Paleopsephurus |
|  |                 |

|  | †ハシナガチョウザメ                                              |
|  |                                                                  |
|  | \| \| †Crossopholis \| \| \| \| \| \| ヘラチョウザメ \| \| \| \| |
|  |                                                                  |
|  | †Crossopholis                                                    |
|  |                                                                  |
|  | ヘラチョウザメ                                                   |
|  |                                                                  |

|  | †Crossopholis  |
|  |                |
|  | ヘラチョウザメ |
|  |                |

|  | †Protopsephurus |
|  |                 |

|  | †Paleopsephurus |
|  |                 |

|  | †ハシナガチョウザメ                                              |
|  |                                                                  |
|  | \| \| †Crossopholis \| \| \| \| \| \| ヘラチョウザメ \| \| \| \| |
|  |                                                                  |
|  | †Crossopholis                                                    |
|  |                                                                  |
|  | ヘラチョウザメ                                                   |
|  |                                                                  |

|  | †Crossopholis  |
|  |                |
|  | ヘラチョウザメ |
|  |                |

|  | †Paleopsephurus |
|  |                 |

|  | †ハシナガチョウザメ                                              |
|  |                                                                  |
|  | \| \| †Crossopholis \| \| \| \| \| \| ヘラチョウザメ \| \| \| \| |
|  |                                                                  |
|  | †Crossopholis                                                    |
|  |                                                                  |
|  | ヘラチョウザメ                                                   |
|  |                                                                  |

|  | †Crossopholis  |
|  |                |
|  | ヘラチョウザメ |
|  |                |

|  | †Protopsephurus |
|  |                 |

|  | †Paleopsephurus |
|  |                 |

|  | †ハシナガチョウザメ                                              |
|  |                                                                  |
|  | \| \| †Crossopholis \| \| \| \| \| \| ヘラチョウザメ \| \| \| \| |
|  |                                                                  |
|  | †Crossopholis                                                    |
|  |                                                                  |
|  | ヘラチョウザメ                                                   |
|  |                                                                  |

|  | †Crossopholis  |
|  |                |
|  | ヘラチョウザメ |
|  |                |

|  | †Paleopsephurus |
|  |                 |

|  | †ハシナガチョウザメ                                              |
|  |                                                                  |
|  | \| \| †Crossopholis \| \| \| \| \| \| ヘラチョウザメ \| \| \| \| |
|  |                                                                  |
|  | †Crossopholis                                                    |
|  |                                                                  |
|  | ヘラチョウザメ                                                   |
|  |                                                                  |

|  | †Crossopholis  |
|  |                |
|  | ヘラチョウザメ |
|  |                |

## 分布・生態

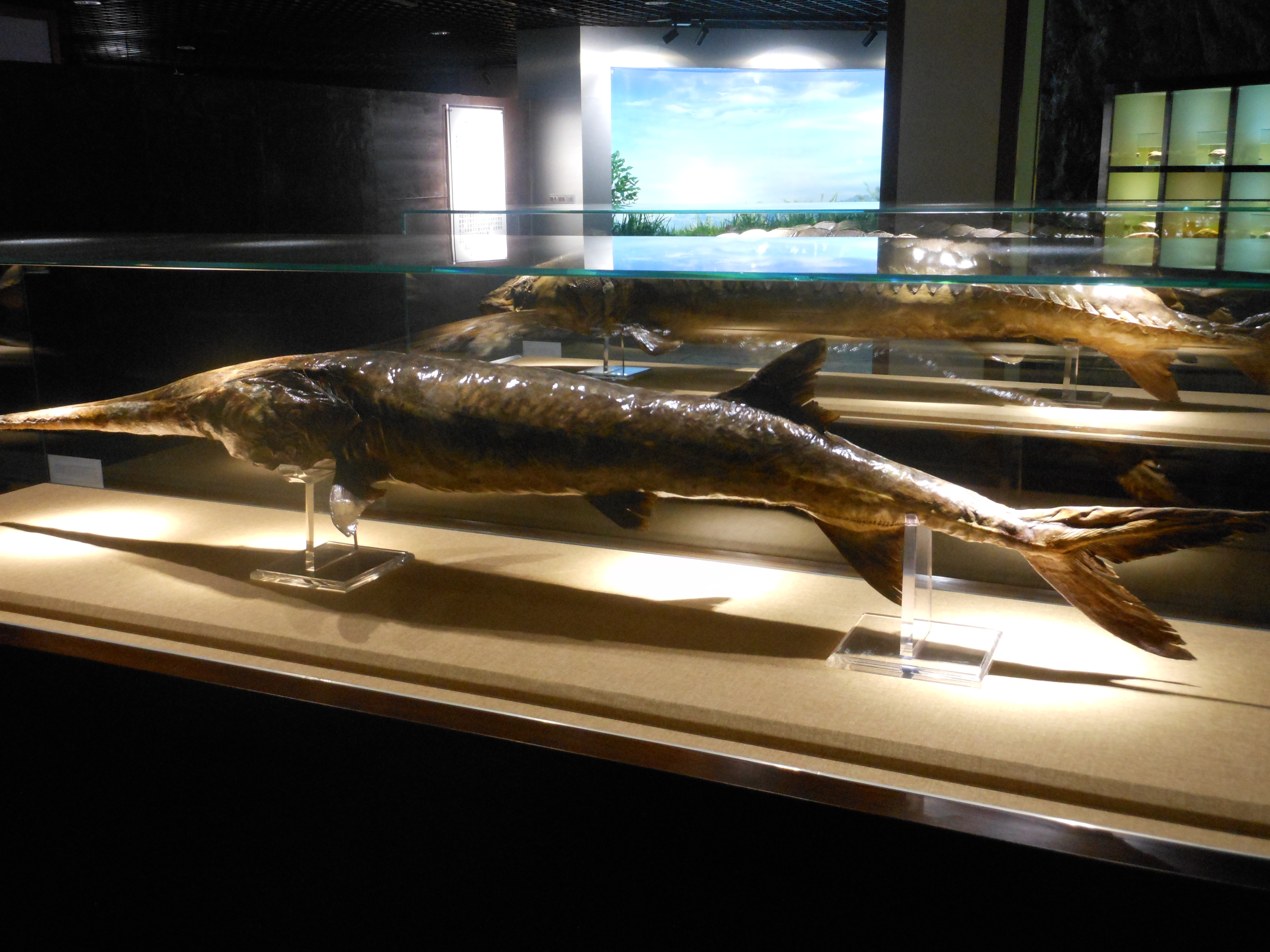
武漢水生生物研究所の展示

長江流域と、その河口域にある東シナ海の三角江に分布した。歴史的には、長江と京杭大運河で繋がっている黄河流域とその河口域からも記録がある。主に大河に生息したが、大きな湖でも見られた。遡河回遊性を持つため成熟個体は東シナ海や黄海の沿岸にも生息し、大潮の際には稀に浙江省の銭塘江下流域に入り込むこともあった。
3月中旬から4月上旬の繁殖期には川を遡上し、大きな支流に集まった。金沙江にあった繁殖場所は川岸から60 m程度離れた川の中央部で、川に沿っておよそ500 mの範囲だった。この場所は最大水深10 m程度の急流で、下流側は小石、上流側は砂泥に覆われていた。捕獲調査では繁殖個体の年齢が8-12歳であることが分かり、雌の卵巣には直径およそ2.7 mmの卵が10万個以上含まれていた。1歳以上の個体は長江本流の上流から下流全域に生息していたが、発生中の受精卵や稚魚が見られたのは四川省南東部、瀘州市の長江上流域だけだった。

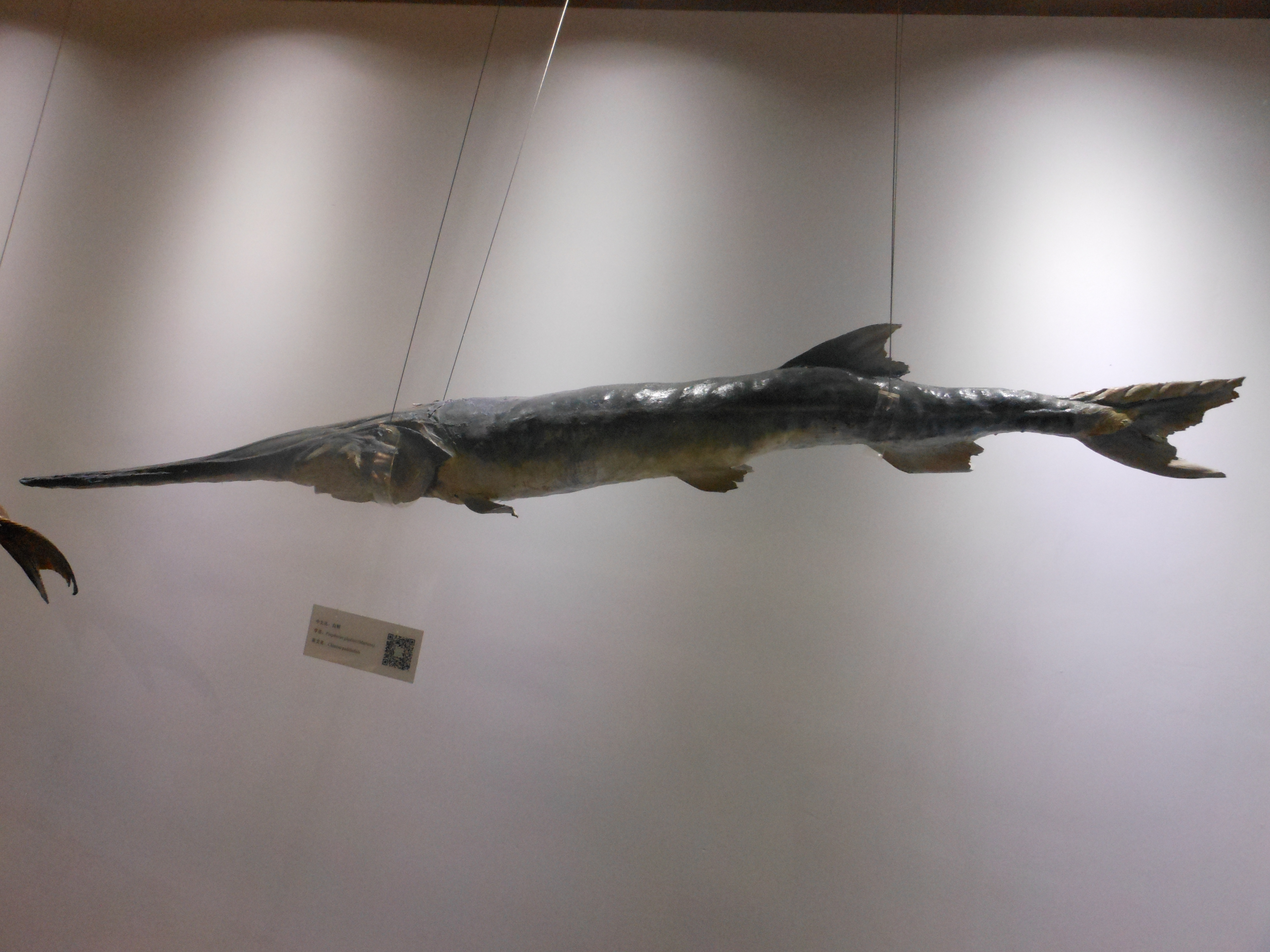
武漢水生生物研究所の展示

主に単独性で水柱の中層下部に生息し、遊泳能力は高かった。プランクトン食者であるヘラチョウザメと対照的に本種は魚食性であり、エツ属 (Coilia)、カマツカ亜科 (Coreius、Rhinogobio)、ハゼ、ギギ科、ダルマガレイ科のような小型から中型の魚類を主に捕食していた。エビやカニも捕食した。顎はヘラチョウザメよりも他のチョウザメや化石ヘラチョウザメ類と似た構造で、頭骨に対して動かす (cranial kinesis) ことができ、このため前下方に顎を突き出して獲物を捕獲することができた。また、他のチョウザメ類やサメ類と同様、側線の延長部であるロレンチーニ器官による受動的電気感覚（外部の電場を感じ取ることができるが、電気魚のように電場を発生することはできない）を有していた。これは主に獲物が発する微弱な電場を検出するために用いられた。他のヘラチョウザメ類と同様、本種の頭部と吻にはロレンチーニ器官が密に存在しており、これは電気受容能力の増強が吻の主な機能の一つであることを示している。

## 絶滅
黄河流域とその河口域では13-19世紀にかけて減少が見られ、最後の記録は1960年代である。長江流域全体でも深刻な個体数減少が続いていたが、1970年代までは年間25トン程度の漁獲量はあった。中国政府は1983年、個体数減少のため捕獲を違法とした。中国国家一級重点保護野生動物にも指定されていた。1980年代にも少数の漁獲はあり（例えば1985年には32個体）、1995年までは若魚も見られた。危機が認識された時点で既に捕獲が稀になっていた上、成体の飼育が難しいため、飼育下繁殖も失敗した。

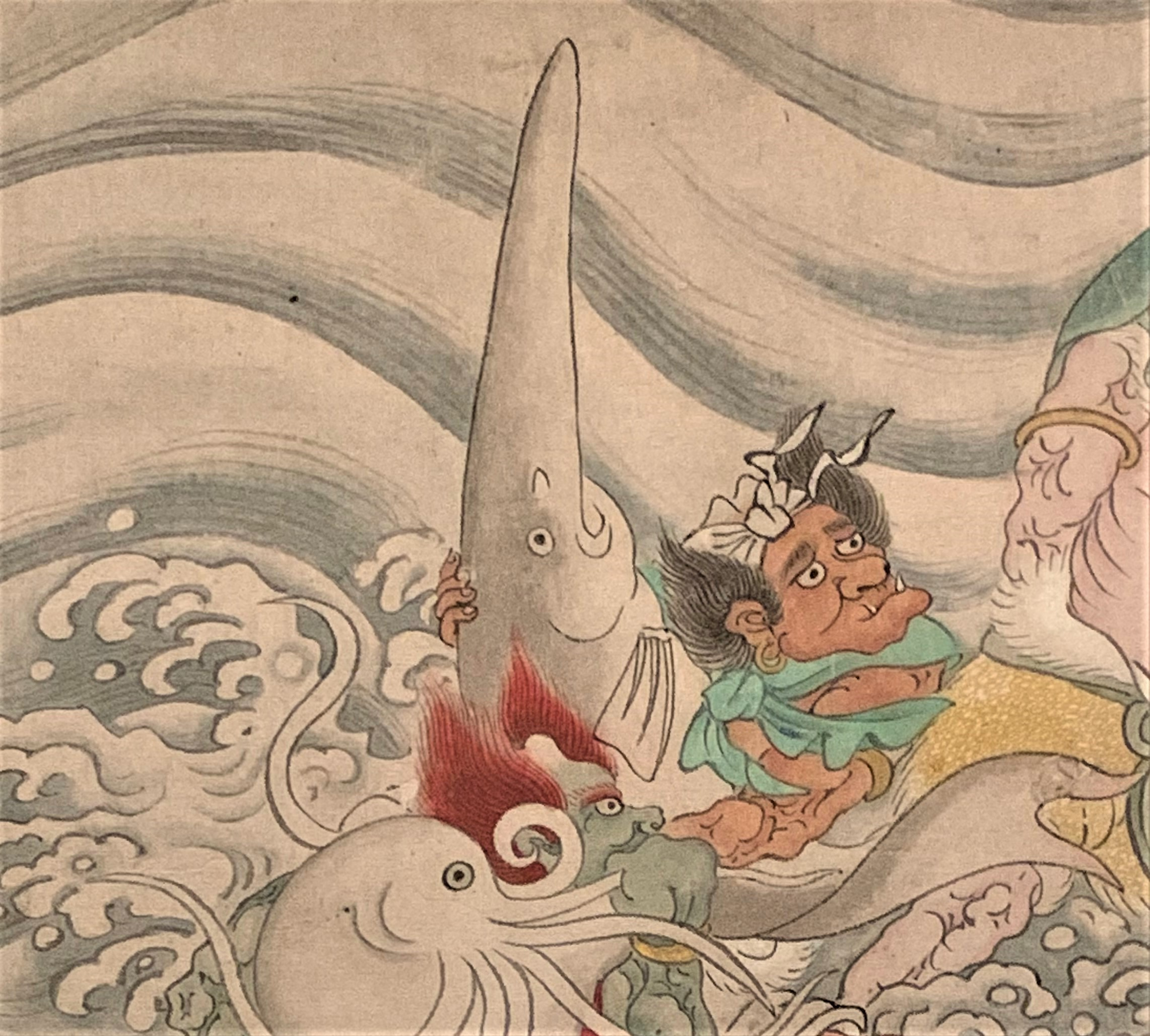
17世紀の「二郎搜山図」に描かれた本種

2000年代には、長江流域での生体の捕獲は2例しかない。1例目は2002年に南京市で捕獲された3.3 m、117 kgの雌個体、2例目は2003年1月24日に四川省宜賓市で漁師のLiu Longhua (刘龙华)が混獲した3.52 m、160 kgの雌個体である。前者は救命が試みられたが、死亡した。後者は発信機が取り付けられ放流されたが、発信機は12時間後に機能を停止した。2011年にも捕獲されたとする報道がある。
荊州市の中国水産科学研究院の調査チームが長江流域において2006年から2008年にかけて行った調査では本種は全く捕獲できなかったが、本種の可能性のある水中音が2回記録されている。長江水産研究所の研究員を交えた2019年の包括的研究では、2017年から2018年にかけての大規模な捕獲調査で確認できなかったことを根拠に、絶滅は確定的であると結論された。この論文では、絶滅は2005年から2010年の間で、1993年には既に機能的絶滅の状態にあったと推定している。絶滅の主因は乱獲とダムの建設である。性成熟が遅いため一世代が長い上、稚魚（伝統漁法で容易に捕獲できた）から成体まで全ての成長段階で大量に乱獲されたため、繁殖個体群の存続可能性が低下した。また、1981年から湛水を始めた葛洲ダムや三峡ダムなどのダムは個体群を閉じ込めて分断し、繁殖のための回遊を阻害した。
論文ではIUCNに対し保全状況を「絶滅」に更新することが勧告され、2019年9月にはIUCN内、種の保存委員会のSturgeon Specialist Groupからも同様の勧告がなされた。2022年7月22日、IUCNは公式に保全状況を「絶滅」に更新した。